# Plaine du Khanka
La plaine de Khanka (en russe : Приханкайская равнина, Prikhankaïskaïa ravina) est la plus grande plaine du kraï du Primorié, en Extrême-Orient russe, située au sud et occupant environ 20 % de la superficie du kraï. Au nord-ouest, à l'ouest et au sud-ouest, elle est bordée par les montagnes de Mandchourie orientale, à l'est par les contreforts des montagnes du Sikhote-Aline. Au nord, la plaine jouxte le lac Khanka et au sud elle passe dans la vallée de la rivière Razdolnaïa. Les hauteurs dominantes sont de 70 à 80 m.
Elle est l'une ds régions les plus peuplées de l'Extrême-Orient russe. Au sud de la plaine se trouve la grande ville d'Oussouriïsk, peuplée dès Balhae. Cœur agricole de l'Extrême-Orient russe, elle est une vase  zone de culture de céréales, de riz et de soja. Elle a un climat tempérée de mousson.

## Géographie
La plaine s'étend sur plus de 250 kilomètres, depuis le bassin versant du fleyve Suifen / Razdolnaïa au sud jusqu'à l'embouchure de la rivière Bolchaïa Ussurka au nord. Elle a une hauteur absolue de 50 à 70 mètres, légèrement incliné vers le nord. Le long de la périphérie se trouvent des crêtes d'une hauteur absolue de 70 à 150 mètres. Parmi les plaines s'élèvent à la fois des collines individuelles et des groupes de collines avec des élévations relatives allant jusqu'à 150 m. Elle représente 20 % de la surface du kraï du Primorié.
La géologie de la plaine a été formée à l'Éocène et l'Oligocène, ainsi que dans la plupart des cas des gisements houillers du Cénozoïque. La région du Khanka contient des conglomérats, des meulières, des grès, des siltstones, de l'argilite et du lignite des périodes paléogène et néogène. Les roches plutoniques sont largement représentées : granites, granodiorites, diorites. Il existe d'importants gisements (charbons, grès et autres). La plaine est traversée par de nombreuses failles.
Les ressources minérales suivantes ont été explorées dans la plaine : métaux avec de l'étain, du tungstène, métaux rares ; minéraux avec de la fluorine, pierres semi-précieuses et ornementales ; matières premières minérales de construction comme des pierres de construction, du calcaire, de l'argile, du sable ; des combustibles fossiles avec du charbon, dont du lignite.
Le long de la périphérie de la plaine se trouvent des terrasses faiblement disséquées par des vallées fluviales. Il existe des collines de schiste isolées et des collines peu hautes.

## Économie et peuplement
Elle est le cœur agricole de tout l'Extrême-Orient russe de par son climat continental assez doux. C'est aussi la région la plus densément peuplée de l'extrême-orient russe si l'on exclut l'agglomération de Vladivostok. Plus de 450 000 personnes y vivent, et on retrouve les villes d'Oussouriïsk, de Dalneretchensk, de Lessozavodsk, de Spassk-Dalni et de bien d'autres.